# Set Me Free (bài hát của Dillon Francis và Martin Garrix)
"Set Me Free" là bài hát bởi nhà sản xuất thu âm nhạc điện tử người Mỹ Dillon Francis và DJ người Hà Lan Martin Garrix. Nó được phát hành là tải kỹ thuật số vào ngày 7 tháng 10 năm 2014 là đĩa đơn thứ năm từ album phòng thu đầu tiên của anh Money Sucks, Friends Rule. Bài hát được viết và sản xuất bởi Dillon Francis và Martin Garrix. Video âm nhạc chính thức đã được phát hành vào ngày 15 tháng 12 năm 2015 bởi Dillon Francis từ kênh YouTube của anh.

## Bảng xếp hạng
| Bảng xếp hạng (2014)                          | Vị trí cao nhất |
| --------------------------------------------- | --------------- |
| Bỉ Dance (Ultratop Flanders)                  | 49              |
| Bỉ (Ultratip Flanders)                        | 57              |
| Hoa Kỳ Hot Dance/Electronic Songs (Billboard) | 24              |

## Lịch sử phát hành
| Khu vực | Ngày                | Định dạng       | Hãng đĩa            |
| ------- | ------------------- | --------------- | ------------------- |
| Hoa Kỳ  | 7 tháng 10 năm 2014 | Tải kỹ thuật số | Mad Decent Columbia |